# Devens (Massachusetts)
Devens es un lugar designado por el censo ubicado en los condados de Middlesex y Worcester en el estado estadounidense de Massachusetts. En el Censo de 2010 tenía una población de 1.840 habitantes y una densidad poblacional de 103,79 personas por km².

## Geografía
Devens se encuentra ubicado en las coordenadas 42°32′36″N 71°36′51″O / 42.54333, -71.61417. Según la Oficina del Censo de los Estados Unidos, Devens tiene una superficie total de 17.73 km², de la cual 17.5 km² corresponden a tierra firme y (1.31%) 0.23 km² es agua.

## Demografía
Según el censo de 2010, había 1.840 personas residiendo en Devens. La densidad de población era de 103,79 hab./km². De los 1.840 habitantes, Devens estaba compuesto por el 77.07% blancos, el 19.08% eran afroamericanos, el 0% eran amerindios, el 2.72% eran asiáticos, el 0% eran isleños del Pacífico, el 0.76% eran de otras razas y el 0.38% pertenecían a dos o más razas. Del total de la población el 10.54% eran hispanos o latinos de cualquier raza.